# Los Destellos
 Los Destellos é uma banda peruana de cumbia formada em Lima, Peru, em 1966, por Enrique Delgado Montes.

## História
Em seus primeiros lançamentos, Los Destellos popularizaram o som agudo da guitarra elétrica e do baixo no contexto de um conjunto de cumbia. Ao substituir os metais e o acordeão pelas cordas, eles desempenharam um papel fundamental no desenvolvimento do gênero que mais tarde ficou conhecido como cumbia peruana, O estilo da banda é influenciado pelo rock psicodélico e surf, bem como pela cumbia e gêneros peruanos locais.
Em 1970, a banda lançou seu single mais vendido, "Elsa", que vendeu mais de um milhão de cópias. Sob a liderança de Edith Delgado Montes, uma reformada Los Destellos gravou várias músicas para o filme peruano de 2009 A Teta Assutada.

## Discografia
- 1968: Los Destellos
- 1969: En órbita
- 1969: Solo ellos
- 1970: Mundial…
- 1971: En la cumbre
- 1971: Clase… aparte
- 1971: Constelación
- 1973: Arrollando
- 1974: Destellantes
- 1975: Linda chiquilina
- 1976: Ojos azules
- 1976: En jira por todo el Perú
- 1977: Los Incomparables del Ritmo
- 1978: 10 años de triunfo
- 1979: Yo mismo soy
- 1980: Para todo el mundo
- 1974 y 1986: El retorno triunfal de Enrique Delgado y sus Destellos
- 1987: Lo mejor en criollo
- 1996: Los Destellos. Homenaje a Enrique Delgado
- 2007: Súper renovados
- 2010: De película
- 2014: En el mundo estás
- 2014: Para todo el mundo
- 2014: 38 años de cumbia - Los Destellos
- 2015: Historia musical, volumen !!
- 2016: Los Destellos
- 2017: El baile del lorito
- 2018: Historia musical, volumen 2
- 2019: Himno Nacional del Perú (versión cumbia)
- 2020: 30 años de cumbia
- 2022: Cumbias de colección